# Conus regalitalis
Conus regalitalis é uma espécie de gastrópode do gênero Conus, pertencente a família Conidae.